# C. Thomas Howell
Christopher Thomas Howell, mais conhecido como C. Thomas Howell (Los Angeles, 7 de dezembro de 1966) é um ator americano.

## Carreira
Iniciou no cinema atuando quando garoto, em 1982, no filme E.T. - O Extraterrestre de Steven Spielberg. No ano seguinte atuou em Vidas Sem Rumo de Francis Ford Coppola. Neste filme atuou com os ainda desconhecidos, Tom Cruise, Patrick Swayze, Matt Dillon, Ralph Macchio, Rob Lowe e Emilio Estevez. Em 1986 atuou no filme "cult" A Morte Pede Carona, junto com o consagrado ator neerlandês Rutger Hauer.
Atuou ainda em "Uma Escola Muito Louca" (1986), "Curiosidade Mata?" (1990), "Kid" (1990), e em "Um Salto Para o Perigo" de (1996). Teve participação em American Pie 7 - O Livro do Amor (2010) e atuou também no filme "Admiradora Secreta" (1985).

## Filmografia Parcial
- 2017 - A Question of Faith
- 2015 - Woodlawn (Talento e fé)
- 2012 - O Espetacular Homem-Aranha (The Amazing Spider-Man)
- 2011 - A Cruz (Cross)
- 2009 - American Pie 7 - O Livro do Amor (American Pie Presents: The Book of Love / American Pie 7: The Book of Love)
- 2008 - Plano de Vingança (Big Game)
- 2008 - Guerra dos Mundos 2 - O Ataque Continua (War of the Worlds 2: The Next Wave)
- 2006 - Estrada Para o Inferno (Hoboken Hollow)
- 2005 - Código Mortal (The Lost Angel)
- 2005 - Armadilha de Vidro(Glass Trap)
- 2005 - Milagres Cotidianos (Ordinary Miracles)
- 2004 - Mar de Fogo (Hidalgo)
- 2004 - O Estrangulador (The Hillside Strangler)
- 2004 - Um Assassino entre Nós (A Killer Within)
- 2003 - .Com Para Morrer (Net Games)
- 2003 - A Morte Pede Carona 2 (The Hitcher II: I've Been Waiting)
- 2003 - Deuses e Generais (Gods and Generals)
- 2002 - Abelhas Assassinas (Killer Bees)
- 1999 - O Príncipe e o Surfista (The Prince and the Surfer)
- 1994 - Dublê da Morte (Natural Selection)
- 1995 - O Preço do Desejo (Payback)
- 1992 - Quebrando As Regras (Breaking the Rules)
- 1990 - Os Reis da Praia (Side Out)
- 1990 - Kid: Estranho Vingador (Kid)
- 1986 - Uma Escola Muito Louca (Soul Man)
- 1986 - A Morte Pede Carona (The Hitcher)
- 1985 - Admiradora Secreta (Secret Admirer)
- 1984 - Uma Família em Pé de Guerra (Tank)
- 1984 - O Amanhecer Violento (Red Dawn)
- 1983 - Vidas Sem Rumo (The Outsiders)
- 1982 - E.T. - O Extraterrestre (E.T.: The Extra-Terrestrial)
- 1977 - Aconteceu no Natal (It Happened One Christmas)